# グリズム

グリズムのはたらき

グリズム（英: grism）は、プリズムの表面に回折格子を施した分散光学素子である。2つの分散素子を組み合わせることで、分散した光の向きを変えて、スペクトルを得た上で特定の波長の光を直進させることができる。

## 歴史
グリズムの起源としてよく挙げられるのは、1950年代にハービッグが、NGC 2264の星団中にHα輝線星を捜索するための観測に用いたスリットレス分光器である。ハービッグは、回折格子の直後にプリズムを置くことで、回折格子への入射光とプリズムからの出射光が平行になる機構について述べている。1960年代のはじめにはスチュワード天文台のカーペンターが、プリズムの斜面に回折格子を張り合わせた一体型の分散光学素子を用いた新型分光器を発表し、これが一素子としてのグリズムが完成した最初の例とみられる。その後、ボーエンらが透過型回折格子による多天体分光器の収差を抑えるために、回折格子にプリズムを組み合わせた際に、グリズムの定式化がなされた。1980年代以降、グリズムは天文学における分光観測で急速に普及していった。

## 呼称
グリズムという名称は、グリズムが回折格子とプリズムを組み合わせたものであるので、回折格子プリズム（英: grating-prism）と呼ばれたところからできた造語である。グリズムの完成形を最初に示したカーペンターにちなみ、
カーペンター・プリズム（英: Carpenter prism）とも呼ばれる。また、ソープ・プリズム（仏: prisme de Thorpe）と呼ばれることもあるという。

## 原理

グリズムの基本構成

グリズムは、プリズムの一表面に回折格子の溝を刻んだ分散光学素子で、回折格子の回折角とプリズムの屈折角とを相殺させて光路の折れ曲がりを戻し、特定の分散次数、特定の波長の光が直線的に透過するように設計される。この特性により、グリズムを用いると分光器の光学系を直線的に配置することができ、直視分光器などの用途に有用であるほか、グリズムの挿入／抜去によって1つの観測装置で撮像観測と分光観測を両立させることもできる。この利点が、天文学観測において電荷結合素子が検出器の主力となっていった1980年代に、限られたCCDカメラで撮像観測も分光観測もできるグリズムが普及した理由の1つである。
グリズムの波長分散は、回折格子の分散とプリズムの分散の和によって表される。通常、プリズムの屈折率と回折格子面の樹脂の屈折率は同じか、極めて近い値になるようにするので、プリズムの屈折率 n1 と樹脂の屈折率 n2 に対して n = n1 ≃ n2 をとり、空気の屈折率を n0、プリズムの屈折角を α、回折格子の回折角を β、回折格子の格子定数を d とすると、グリズムのm次分散光の干渉条件は、
{\displaystyle m\lambda =d(n\sin \alpha +n_{0}\sin \beta )}
という方程式で表される。グリズムでは透過光が直進する場合を考えるので、空気の屈折率 n0 = 1、プリズムの頂角 φ が φ = α = -β となる条件を用いて、
{\displaystyle m\lambda =d(n-1)\sin \varphi }
と書き直せる。これは直進する波長についての方程式であるが、グリズムの波長分散 δ は、
{\displaystyle {\frac {d\delta }{d\lambda }}={\frac {(n-1)\tan \varphi }{\lambda }}}
として表される。ただし、グリズムでは1次分散光を用いることが多いので、m = 1 としている。

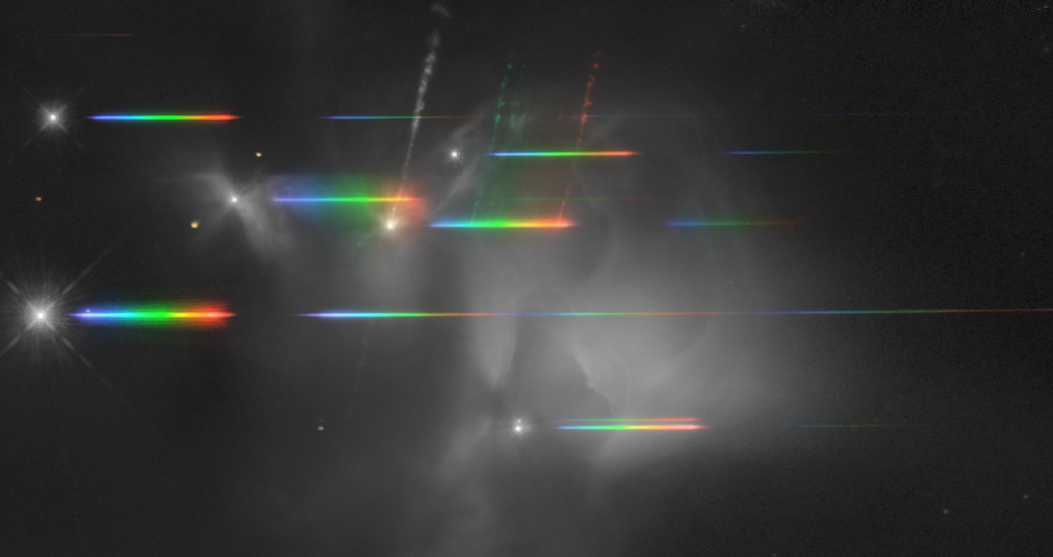
ハッブル宇宙望遠鏡の近赤外線グリズムと広視野カメラ3で撮影したハービッグ・ハロー天体HH 34と周辺星雲の疑似カラー画像。

赤外線分光器においては、可視光では不透明だが赤外線は透過するケイ素やゲルマニウムなどの素材があり、その大きな屈折率のためにグリズムでも高い波長分散が得られることから、関心が高くなっている。

## 製作
グリズムの設計は、例えば以下のような手順で進められる。
1. 観測波長に適したプリズムの材質を選定
2. 選択した材質の直進波長における屈折率（n1）を導出
3. 要求される波長分散が得られる回折格子の格子定数（d）を決定
4. グリズムの波長分散の方程式からプリズムの頂角（φ）を計算
5. 直進光路の効率を最大化するためプリズム頂角に近いブレーズ角の回折格子を選択

グリズムの一般的な製作方法は、原盤となる回折格子から薄い樹脂で複製した透過型回折格子をプリズムの表面に貼り合わせる、というものである。プリズムの表面に直接回折格子の溝を刻む方法もあるが、こちらの方がずっと手間がかかる。